# Natalja Winogradowa
Natalja Nikołajewna Winogradowa (ros. Наталья Николаевна Виноградова; ur. 6 marca 1975) – rosyjska zapaśniczka walcząca w stylu wolnym. Brązowa medalistka mistrzostw świata w 1998; czwarta w 1993 i 1995; piąta w 1992. Mistrzyni Europy w 1993; druga w 1997 roku.